# Francisco Becerra Posada
Francisco Becerra Posada, es un investigador mexicano, fue subdirector de la Organización Panamericana de la Salud. Su trayectoria profesional se ha destacado por el compromiso con el fortalecimiento de la investigación en salud y del uso de la investigación para la toma de decisiones por parte de políticos y donantes. Ha participado en proyectos en América Latina, el Caribe y África.

## Trayectoria profesional
Becerra Posada cuenta con un doctorado en salud pública del Instituto Nacional de Salud Pública de México, una maestría en Salud Pública de la Universidad Johns Hopkins (EE. UU.) y estudió medicina en la Universidad Nacional Autónoma de México.
Trabajó como jefe de Proyectos y Programas en el Consejo de Investigaciones Sanitarias para el Desarrollo. También fue director general de Servicios de Salud de Morelos, México y director general de los Hospitales Federales de la Secretaría de Salud de México. Ha escrito numerosos artículos sobre la salud pública y la investigación y ha contribuido a varias revistas científicas.
Como Subdirector de la OPS fue responsable de la supervisión de los programas que ofrecen la cooperación en salud pública a los 35 Estados miembros de la OPS, la agencia internacional de salud pública más antigua del mundo.  La OPS también sirve como la Oficina Regional para las Américas de la Organización Mundial de la Salud.